# Достава преко ноћи (филм)
„Достава преко ноћи“ је амерички филм из 1998, по жанру романтична комедија. Сценарио за филм су написали Стивен Блум и Марк Седака, а режирао га је Џејсон Блум. Сцене екстеријера које су приказане у овом филму су снимане на неколико локација у америчком граду Минеаполису, укључујући и „Универзитет Минесота“.

## Радња
Вајт Трипс (Пол Рад) сумња да га девојка Кимберли (Кристина Тејлор) вара. Његова девојка похађа колеџ који је удаљен неколико хиљада миља од Вајта. Како би јој се осветио, Вајт јој шаље писмо, заједно са употребљеним кондомом и сликом на којој се он налази заједно са стриптизетом Ајви (Рис Видерспун). Након што сазнаје да је погрешио у свом закључку, Вајт заједно са Ајви креће у сулуду потеру за писмом, како би спречио да оно стигне до његове девојке. На том путу се рађа љубав између Вајта и Ајви, али они такође постају таоци једног психопате.

## Улоге
| Глумац          | Улога                     |
| --------------- | ------------------------- |
| Пол Рад         | Вајт Трипс                |
| Кристина Тејлор | Кимберли Џесни            |
| Рис Видерспун   | Ајви Милер                |
| Лари Дрејк      | Хол Ипсвич                |
| Сара Силверман  | Туран                     |
| Тобин Бел       | Џон Двејн Бизли/Килер Биз |